# 소누 수드

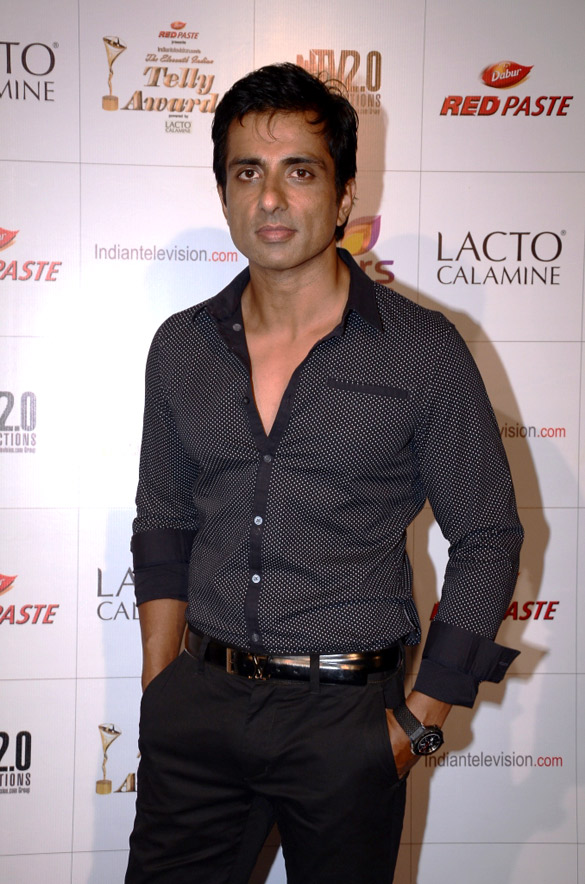

소누 수드(Sonu Sood, 1973년 7월 30일 ~ )는 인도의 배우, 모델, 영화 프로듀서이다.
펀자브주에서 태어났다.

## 영화
- 쿵푸 요가 (2017년)
- 엔터테인먼트 (2014년)
- 아가두 (2014년)
- 해피 뉴 이어 (2014년)
- R...라즈쿠마르 (2013년) - 시브라즈 역
- 슛아웃 앳 와달라 (2013년) - 딜라워 임티아즈 하스카 역
- 맥시멈 (2012년)
- 유 워 메이드 포 러브 (2005년)